# Pierwsza krucjata pasterzy
Pierwsza krucjata pasterzy – zwyczajowa nazwa dla ruchu, który ogarnął najbiedniejsze grupy społeczeństwa francuskiego, chłopów i pasterzy, w 1251. Organizatorzy krucjaty, postawili sobie za cel zbrojne uwolnienie z rąk muzułmańskich króla Ludwika IX Świętego.

## Tło
W 1248 król Ludwik IX wyruszył na VI krucjatę w celu odzyskania Jerozolimy. Po początkowych sukcesach (zdobycie Damietty, muzułmańska propozycja wymiany Jerozolimy za Damiettę), krzyżowcy doznali jednak dwóch poważnych klęsk w 1250: pod Al-Mansurą i pod Fariskur, gdzie król został wzięty do niewoli (wykupiono go wraz z innymi po miesiącu, o czym nie dowiedziała się francuska ludność).
We Francji Ludwik IX był bardzo popularny, zwłaszcza wśród ubogich poddanych. Doniesienia o jego klęsce i niewoli wywołały więc w kraju szok. Ludność zaczęła domagać się wykupienia władcy, a po kraju rozchodziły się wieści, że szlachta i duchowieństwo nie chcą złożyć się na okup.

## Krucjata
Szczególną formę przybrały działania wśród ludności północnej Francji. Tam niższe warstwy zorganizowały się w ruch, na przywódcę którego wyrósł nieznany z imienia, tzw. Mistrz z Węgier. Według tradycji miał to być stary mnich, pochodzący właśnie z Węgier. Mistrz głosił publicznie, że doznał nawiedzenia przez Maryję, matkę Jezusa Chrystusa, która poleciła mu poprowadzić pasterzy (stąd nazwa całego ruchu) z Francji do Ziemi Świętej, aby uratować króla Ludwika IX.
Mistrz z Węgier szybko zebrał wokół siebie armię liczącą nawet do ok. 60 tys. zwolenników, głównie chłopstwa. Wywodzili się oni z północno-wschodnich regionów Francji i zachodnich Niderlandów, takich jak: Pikardia, Brabancja, hrabstwo Hainaut czy Flandria. W maju 1251 Mistrz i jego zwolennicy pomaszerowali na Paryż, gdzie regentka, Blanka Kastylijska, udzieliła audiencji Mistrzowi. Mimo spotkania, regentka nie dała się przekonać i przez to mocno ograniczono mobilność zebranych chłopów: zakazano im mianowicie przekraczania rzeczki Gauche, która w Paryżu łączyła się z Sekwaną, gdyż regentka obawiała się wybuchu rozruchów w środowisku studenckim, w leżącym na drugim brzegu kompleksie uniwersyteckim, do którego doszło już w 1229.
Wobec braku zrozumienia w kręgach dworskich, zwolennicy wyprawy krzyżowej opuścili stolicę i rozdzielili się: część wrogo nastawionych do duchowieństwa chłopów, pomaszerowała na północ, do Rouen, skąd wygnano arcybiskupa Odo Rigaldiego, a także wrzucono do Sekwany kilku tamtejszych księży. Kolejnym celem tej grupy zaktywizowanych chłopów stało się Amiens. Inna grupa zaatakowała klasztor w Tours, w środkowej części kraju. Natomiast główna grupa, pod wodzą Mistrza z Węgier, 11 czerwca stanęła pod Orleanem. Tam, po nieudanej próbie ataku na tamtejszego biskupa, doszło do starć z duchownymi franciszkańskimi i dominikańskimi oraz lokalnymi studentami.
Następnie zbuntowani chłopi udali się na Bourges w centralnej Francji. Zaczęto też przy okazji atakować miejscowych Żydów. Tymczasem jedynymi działaniami ze strony regentki Blanki, było nakazanie połączenia rozproszonych sił chłopskich i ekskomunikowanie wszystkich uczestników ruchu. Większość chłopów na północy nie stawiła jednak oporu i dała się spacyfikować siłom królewskim. Wyjątek stanowiła natomiast grupa Mistrza z Węgier, działająca w centralnej części kraju. Mistrz wraz ze swoimi zwolennikami przyjął bitwę pod Bourges, w której poległ.

## Skutki
Mimo początkowych intencji, krucjatowy ruch chłopski przerodził się w praktyce w antyfeudalny i antyklerykalny bunt. Fanatycznie nastawieni chłopi, nie znając dalszych losów króla, dali się omamić i swoje siły skierowali nie do ratowania władcy, a przeciwko możnym oraz Żydom. Części uczestników „krucjaty” udało się przedostać do Anglii oraz do Akwitanii, gdzie jednak nie uzyskali żadnego poparcia. Niewykluczone jest jednak, że niektórym z uczestników udało się wypełnić śluby krucjatowe i dotrzeć do Ziemi Świętej.
Nieprzychylnie do przywódcy ruchu odnosił się już współczesny mu kronikarz, Mateusz Paryżanin. Widział w nim bowiem jednego z przywódców fatalnej w skutkach krucjaty dziecięcej sprzed blisko czterdziestu lat. Tego jednak do dziś nie udało się potwierdzić.